# Vampyriscus
Vampyriscus es un género de murciélagos microquirópteros de la familia Phyllostomidae; antiguamente formaban parte del género Vampyressa. Se encuentran en América Central y del Sur.

## Especies
Se reconocen las siguientes:
- Vampyriscus bidens
- Vampyriscus brocki
- Vampyriscus nymphaea